# Atractus titanicus
Atractus titanicus – gatunek węża z rodziny połozowatych (Colubridae), występujący endemicznie w Kolumbii.

## Systematyka
Gatunek ten został opisany w 2009 roku przez Paulo Passosa, Juana C. Arredondo, Ronaldo Fernandesa i Johna D. Lyncha pod nazwą Atractus titanicus. Holotyp (samica o oznaczeniu ICN 10697) został odłowiony w marcu 1996 roku w Quebrada San Andrés (5°43′N 75°19′W/5,716667 -75,316667), w gminie Sonsón w departamencie Antioquia na wysokości około 2400 m n.p.m. Autorzy przebadali też 4 paratypy.

### Etymologia
- Atractus: gr. ατρακτος atraktos „wrzeciono, strzała”[5].
- titanicus: od Titan, ma symbolizować duże rozmiary tego węża.

## Występowanie
Gatunek ten występuje w zachodniej części Kordyliery Środkowej w zachodniej Kolumbii, w gminach Sonsón w departamencie Antioquia i Villamaría w departamencie Caldas, w zakresie wysokości 2100–2600 m n.p.m. Stwierdzenie z Manizales prawdopodobnie dotyczy błędnie zidentyfikowanych osobników innego gatunku.

## Morfologia
Jest to średniej wielkości wąż o małej głowie, której szerokość jest podobna do szerokości szyi, i małych oczach. Górne części ciała i głowa są czarne z jaśniejszymi i ciemniejszymi poprzecznymi pasami. Na głowie kremowe i czerwonobrązowe plamy. Brzuch czerwonobrązowy z 36–40 czarnymi paskami.
Wymiary:
|                          | Samiec   | Samica   |
| Długość SVL (mm)         | 545      | 680      |
| Łuski brzuszne           | 152–157  | 160–162  |
| Łuski grzbietowe (rzędy) | 17/17/17 | 17/17/17 |
| Tarczki podogonowe       | 21–30    | 18–29    |

## Ekologia
Autorzy pierwszego opisu podali, że gatunek zamieszkuje andyjskie lasy, jednak większość znanych okazów znaleziono na terenach w pobliżu siedlisk ludzkich oraz na drogach (rozjechane przez samochody). Brak informacji o diecie tego gatunku.

## Status
W Czerwonej księdze gatunków zagrożonych IUCN Atractus titanicus jest klasyfikowany jako gatunek najmniejszej troski (LC, ang. Least Concern).